# EscaPADE
Pour les articles homonymes, voir Escapade.
EscaPADE (Escape and Plasma Acceleration and Dynamics Explorers) sont deux micro-sondes spatiales qui doivent être lancées en 2025 et doivent étudier les caractéristiques de la magnétosphère de la planète Mars et le processus d'échappement atmosphérique de la planète. Le projet est piloté par l'Université de Berkeley et financé par l'agence spatiale américaine, la NASA, dans le cadre de son programme SIMPLEx.

## Objectifs
Les objectifs de la mission sont les suivants :
- Comprendre les processus contrôlant la structure de la magnétosphère de Mars et la manière dont elle influe sur la trajectoire des ions.
- Comprendre comment l'énergie et le moment cinétique sont transférés du vent solaire via la magnétosphère de Mars.
- Comprendre les processus qui contrôlent le flot d'énergie et de matière qui s'échange au niveau de la partie de l'atmosphère de Mars qui est frappée par le vent solaire.

## Caractéristiques techniques
La collecte des données est effectuée par deux engins spatiaux identiques d'une masse unitaire de 120 kilogrammes qui sont placés en orbite autour de Mars. Cette formation permet d'étudier les mêmes phénomènes atmosphériques depuis deux positions distinctes.
Chacune des deux sondes spatiales emporte les instruments suivants : 
- Magnétomètre EMAG : cet instrument permet de mesurer un champ magnétique compris entre 0 et 1000 microtesla avec une précision en intensité de 0,5 microtesla et en direction de 20°.
- Instrument de mesure des ions et électrons suprathermiques ESSA : l'énergie des ions ayant une masse atomique comprise entre 4 et 16 et dans une gamme d'énergie comprise entre 2 eV et 20 keV est mesurée avec une précision de 25%. L'énergie des électrons est mesurée lorsque leur valeur est comprise entre 2 eV et 20 keV. Une estimation grossière de leur origine est également obtenue.
- L'instrument ELP mesure la densité du plasma ainsi que le potentiel électrique et l'énergie électrique.

## Déroulement de la mission
Les deux sondes spatiales doivent être placée sur une orbite elliptique autour de Mars en 2025 par une fusée New Glenn. Les deux engins circuleront sur une orbite de 200 x 8000 km avec une inclinaison orbitale de 60°. En février 2020 la NASA avait annoncé que la mission serait lancée en août 2022 par une fusée Falcon Heavy avec la sonde spatiale Psyché. À la suite de difficultés rencontrées par le constructeur des sondes spatiales Rocket Lab, le lancement de la mission a été repoussé à 2024 et la NASA a dû choisir un autre lanceur, New Glenn, dont ce serait le vol inaugural (octobre 2024) avant d'annoncer un mois avant un report à 2025 en raison de l'incertitude sur la préparation du lanceur.

## Le programme SIMPLEX
Le projet fait partie du programme SIMPLEx (Small Innovative Missions for Planetary Exploration) créé par la NASA pour développer des sondes spatiales chargées d'explorer le système solaire pour un budget réduit (plafonné à 55 millions US$ hors coût de lancement). Les engins spatiaux du programme sont lancés par des fusées en tant que charge utile secondaire, ce qui contribue à abaisser le coût total de la mission. Les deux premières missions du programme SIMPLEx, sélectionnées en 2015, étaient les CubeSats LunarH-Map et Q-PACE chargés respectivement de mesurer les concentrations d'hydrogène à la surface de la Lune et d'étudier les caractéristiques des collisions des particules de faible vélocité dans un environnement soumis à une microgravité. Les données recueillies par cette dernière mission devraient fournir des informations importantes sur la formation des planètes. EscaPADE a été sélectionnée en juin 2019 dans le cadre du deuxième appel d'offres de SIMPLEx avec deux autres projets (Janus et Lunar Trailblazer) parmi une douzaine de propositions.